# BAC (Groot-Brittannië)
BAC is een historisch Brits merk van lichte motorfietsen en scooters.
De bedrijfsnaam was: Bond Aircraft & Engineering Co. Ltd., Townley Works, Longridge, Lancashire.

## Voorgeschiedenis
De technisch ontwerper en voormalig vliegtuigingenieur Lawrie Bond bouwde na de Tweede Wereldoorlog een 500cc-raceauto voor zichzelf, maar ook een kleine driewielige dwergauto voor zijn vrouw Pauline, bedoeld als boodschappenautootje. Het ontwerp van deze Bond Minicar verkocht hij in 1948 aan Sharp's Commercials en het geld gebruikte hij voor de ontwikkeling van een kleine scooter. Hij bleef wel samenwerken met Sharp's Commercials, als adviseur maar ook als ontwerper. De naam "Bond" werd door Sharp's als merknaam gebruikt omdat dat in het verkoopcontract met Sharp's was vastgelegd. Dat kon verwarring veroorzaken, vooral toen Lawrie Bond zijn eerste scooter "Bond Minibyke" noemde. Wellicht dat dit de reden was dat hij later de naam van zijn eigen bedrijf afkortte: BAC.

## Lawrie Bond
De eerste modellen waren eigen projecten van Lawrie Bond die de productie soms uitbesteedde aan Ellis Ltd. in Leeds en soms zelf produceerde in zijn eigen bedrijf, Bond Aircraft & Engineering Co. in Longridge. Pas vanaf 1958 werd de P-serie scooters bij - toen nog - Sharp's Commercials gebouwd.

## Bond Aircraft and Engineering Co.
| De geschiedenis van de Bond Aircraft & Engineering Co. is enigszins raadselachtig. Het is niet waarschijnlijk dat hier daadwerkelijk vliegtuigen werden gebouwd. Waarschijnlijk was het soort ontwerp- en adviesbedrijf van Lawrie Bond, die in elk geval tijdens de Tweede Wereldoorlog werkte bij de Blackburn Aircraft Company. Opmerkelijk is dat Bond Aircraft & Engineering in 1935 het motorfietsmerk Douglas overnam, dat vervolgens tot 1957 bestond maar in relatie met Lawrie Bond nergens wordt genoemd. |

### Bond Minibyke
Lawrie Bond bouwde vanaf 1949 de Minibyke met 98cc-Villiers-motor met twee versnellingen. Dit model was een soort tussenweg tussen een scooter en een motorfiets. Het had ovale aluminium centrale framebuis die tevens als benzinetank diende. Deze buis, die een forse diameter had, splitste zich aan de achterkant om het achterwiel te herbergen. Daar was ook het forse achterspatbord aan de framebuis geklonken. Aan de voorkant zaten twee gebogen beenkappen en een volledig ingesloten voorwiel, waardoor de machine op een scooter leek. De aandrijving geschiedde door een 98cc-Villiers Mk1F tweetaktmotortje. Vering had de machine aanvankelijk niet, en dat was ook een punt van kritiek van journalisten die de Minibyke testten. De voorvork bestond aanvankelijk uit twee geklonken stalen strips, maar nog voor de productie begon waren dit vaste buizen. De Minibyke werd in januari 1950 officieel geïntroduceerd, maar door problemen met brekende voorvorken werd al in april van dat jaar een telescoopvork gemonteerd. De topsnelheid van de Minibyke was ongeveer 60 km/uur en de machine woog slechts 40 kg. Hij kostte £ 55 plus £ 15,= aankoopbelasting.
De eerste Minibykes werden in Bond's eigen fabriek in Longridge gebouwd, maar in mei 1950 werd de productie uitbesteed aan Ellis Ltd. in Leeds, dat de productie tot 1953 in stand hield. Ellis ontwikkelde de machine ook door: het frame werd aangepast door de wieg waarin de motor hing van stalen strips om te bouwen naar buizen en in december 1950 verscheen de Minibyke Deluxe met een 125cc-JAP-tweetaktmotor. De verkoop verliep redelijk en de Minibyke werd zelfs geëxporteerd naar de Verenigde Staten en Japan. Toch eindigde de productie van het 98cc-model in januari 1953 en die van de Deluxe in augustus van dat jaar. In totaal waren er ongeveerd 520 Minibykes gebouwd.

### BAC Lilliput
De BAC Lilliput kwam in februari 1951 op de markt. Dit was een tamelijk conventionele motorfiets, maar opnieuw ontbrak het aan enige vorm van vering. Ook dit model werd door de Villiers Mk1F motor aangedreven, terwijl de "Deluxe"-versie een 125cc-JAP-motor kreeg. De productie eindigde al in oktober 1952 toen de JAP-motor niet meer geleverd kon worden. Er waren ongeveer 200 Lilliput-motorfietsjes gemaakt.

### BAC Gazelle
Intussen ontwikkelde Lawrie Bond een nieuwe scooter, de Gazelle, met een 122cc-Villiers Mk10D motor. Deze had een telescoopvork, maar de achtervering moest komen van de kleine lagedruk-ballonband. Om te voorkomen dat er vermogen verloren zou gaan door de aandrijving van de ventilator van de geforceerde luchtkoeling, die bij scooters gebruikelijk was, had Bond de omhulling van de motor gemaakt uit zes stalen strips met tussenruimte voor de luchtstroom, zodat rijwindkoeling voldoende was.
Deze kleine scooter kwam in november 1951 op de markt en was op de Motorcycle Show de enige geheel Britse scooter. Hij ging £ 90 kosten. In oktober 1952 volgde er een nog lichtere 98cc-versie. Voor het 122cc-model werd een lichtgewicht zijspan geleverd. Eind 1952 verkocht Lawrie Bond het ontwerp aan Projects and Developments Ltd. in Blackburn.

#### Projects and Developments Ltd.:Bond Oscar
Projects and Developments bracht de Gazelle waarschijnlijk niet op de markt, maar ontwikkelde het model meteen door naar een veel praktischer ontwerp, de Bond Oscar. Deze had een 197cc-Villiers-motor, veel betere vering en ook een startmotor. Op de Motorcycle Show van 1953 werd de machine getoond, maar tot serieproductie kwam het niet.

### BAC Sherpa
Lawrie Bond ontwikkelde intussen weer een nieuwe scooter, de Sherpa, die in november 1955 werd gepresenteerd. Nu had hij wel voor- en achtervering toegepast: voor een geduwde schommelvork en achter een swingarm. Het motortje was opnieuw licht, een 98cc-Villiers-blokje, maar de scooter was ook licht door de toepassing van glasvezel. Het bleef echter bij een enkel prototype.

### Bond scooters
Lawrie Bond was intussen nog steeds betrokken bij Sharp's Commercials Ltd.. Dat bedrijf bracht van 1958 tot 1962 ook onder de naam "Bond" scooters op de markt.